# Bratje Karamazovi
‎Bratje Karamazovi (rusko Братья Карамазовы) je roman ruskega pisatelja Fjodorja Mihajloviča Dostojevskega, ki je izšel leta 1880. 

## Vsebina
Bratje Karamazovi so eden največjih literarnih eposov vseh časov. To je roman o Bogu, svobodni volji, veri, družini, sinovih, očetu, umoru in krivdi.

## O delu
Roman je zadnje delo F. M. Dostojevskega, poleg Idiota, Besov ter Zločina in kazni pa ga štejejo za največje avtorjevo delo, ki je bilo sprva mišljeno kot prvi roman izmed niza romanov, toda Dostojevski je umrl manj kot 4 mesece po objavi Bratov Karamazovih.
Dobrih osemdeset let po prvem prevodu Bratov Karamazovih (najprej ga je prevedel Vladimir Levstik, prevod je prvič izšel leta 1929, potem pa bil nekajkrat ponatisnjen v različnih izdajah izbranih del), je leta 2010 izšel nov in jezikovno posodobljen prevod, ki ga je opravil Borut Kraševec.
Po romanu je nastalo več gledaliških in filmskih uprizoritev, med katerimi sta najbolj znani ameriška filmska priredba iz leta 1958 in sovjetska iz leta 1969.